# 彩虹工藝品
彩虹工藝品公司（Rainbow Crafts Company, Inc.，簡稱 Rainbow Crafts），是一家美國玩具製造公司，由諾赫·馬克維克（Noah McVicker）和他的姪子約瑟夫·馬克維克（Joseph McVicker）共同創立與營運，為美國中西部一家肥皂公司庫托爾製品（Kutol Products）的子公司。他們生產一種給孩子玩的塑型黏土培樂多。彩虹工藝品自1956年到1965年由馬克維克家族經營，直到公司與所有培樂多的權利被出售給通用磨坊為止。
1971年，彩虹工藝品和另一家通用磨坊子公司肯納製品合併。1987年，通卡公司買下這兩家子公司。目前培樂多由孩之寶製造。